# ストレートフラッシュ (航空機)

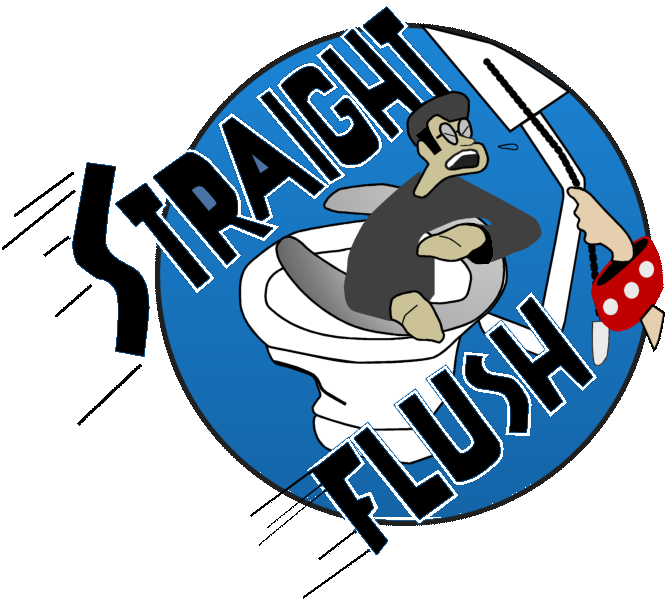
ストレート・フラッシュ ノーズアート

ストレート・フラッシュ（英: Straight Flush）は、第二次世界大戦時に使用されたアメリカ陸軍航空隊、第509混成部隊、第393爆撃戦隊所属であるB-29長距離通常爆撃機の機名。ビクターナンバー85、機体番号44-27301号機。
ノーズアートは洋式便器の中に入れられ苦悶の表情を浮かべる日本兵。機長はクロード・イーザリー少佐。
原子爆弾を搭載するためにシルバープレート形態と呼ばれる、機体爆弾倉・懸吊装置等に改修を施し新型のエンジン・プロペラを取り付けた15機のB-29のうちの1機。なお、必要とあらば搭載量は少なくなるものの、通常爆弾や焼夷弾爆装も可能であった。
1945年8月6日の原爆投下任務に際して7機のシルバープレート形態B-29が用いられ、そのうち3機が小倉・長崎・広島各地の天候偵察機として使用された。本機は広島の天候偵察機として参加している。
原爆搭載機エノラ・ゲイに1時間ほど先立ってテニアン島ノースフィールド基地を離陸した本機は、午前7時ごろに単機で広島市上空へ侵入して気象観測を行い、「Y3、Q3、B2、C1」（低い雲は雲量4/10から7/10で小さい、中高度の雲は雲量4/10から7/10で薄い、高い雲は雲量1/10から3/10で薄い、助言：第1目標を爆撃せよ）と打電し、これにより広島への原爆投下が最終的に決定した。
本機は1945年7月20日、原爆投下に先立って行われた訓練で、政治的理由からいかなる攻撃も厳しく禁止されていた皇居へパンプキン爆弾を臨機目標として投下した。この攻撃は皇居を大きく外れ東京駅東側（呉服橋から八重洲口の間の外堀付近とされている）に落下、死者1名・負傷者62名を出した。

## 乗組員
- 広島出撃時

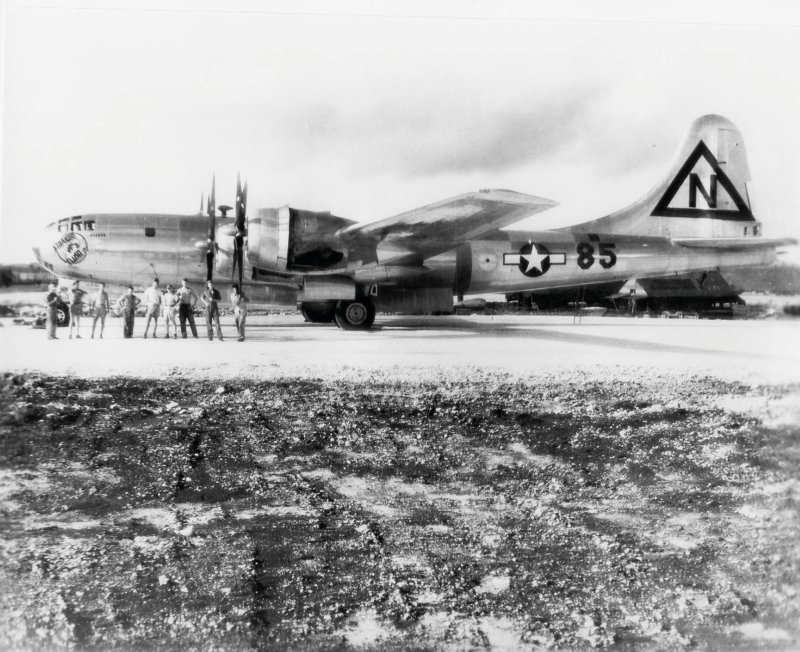
機体番号44-27301 ストレート・フラッシュ

  - 機長：クロード・イーザリー / Claude R. Eatherly
  - 副操縦士：イラ･J･ウェザリー / Ira J. Weatherly
  - 航法士：フランシス･D･トニーヒル / Francis D. Thornhill
  - 爆撃士：フランクリン･K･ウェイ / Franklin K. Wey
  - 無線通信士：パスクアーレ･バルダサロ / Pasquale Baldasaro
  - 航空機関士：ユージン･S･グレネン / Eugene S. Grennen
  - 銃座担当士・副航空機関士：ジャック･ビバンズ/ Jack Bivans
  - レーダー担当士：アルバート･G･バースミアン / Albert G. Barsumian
  - 後部銃座担当士：ギレン･T･ナイスリー / Gillen T. Nicely

## 関連記事
- 広島市への原子爆弾投下